# Felix Elofsson
Felix Elofsson (* 30. September 1995 in Limhamn) ist ein schwedischer Freestyle-Skier. Er startet in den Buckelpisten-Disziplinen Moguls und Dual Moguls.

## Werdegang
Elofsson, der für den Landskrona SC startet, nahm im März 2011 in Kungsberget erstmals am Europacup teil und belegte dabei den 15. Platz im Dual Moguls-Wettbewerb. Sein Debüt im Weltcup hatte er im März 2012 in Åre, das er jeweils auf dem 36. Platz im Moguls und Dual Moguls beendete. In der Saison 2013/14 erreichte er mit neun Top-Zehn-Platzierungen den dritten Platz in der Moguls-Disziplinenwertung des Europacups. Bei den Juniorenweltmeisterschaften 2014 in Chiesa in Valmalenco belegte er den 21. Platz im Moguls und den 17. Rang im Dual Moguls und im folgenden Jahr den 23. Platz im Moguls und den achten Rang im Dual Moguls. Im Januar 2015 kam er bei den Weltmeisterschaften am Kreischberg auf den 34. Platz im Moguls und auf den 26. Rang im Dual Moguls. Im folgenden Jahr wurde er in Funäsdalen schwedischer Meister im Dual Moguls. Bei den Olympischen Winterspielen 2018 in Pyeongchang errang er den 24. Platz im Moguls-Wettbewerb und bei den Freestyle-Skiing-Weltmeisterschaften 2019 in Park City den 23. Platz im Moguls und den 19. Rang im Dual-Moguls. In der Saison 2019/20 kam er bei zehn Weltcupstarts dreimal unter die ersten Zehn. Dabei erreichte er mit dem dritten Platz im Moguls-Wettbewerb im Deer Valley Resort seine erste Podestplatzierung im Weltcup und zum Saisonende den zehnten Platz im Moguls-Weltcup.
Sein jüngerer Bruder Oskar ist ebenfalls als Freestyle-Skier aktiv.

## Erfolge

### Olympische Spiele
- Pyeongchang 2018: 24. Moguls

### Weltmeisterschaften
- Kreischberg 2015: 26 Dual Moguls, 34. Moguls
- Park City 2019: 19. Dual Moguls, 23. Moguls

### Weltcup
| Saison  | Gesamt | Gesamt | Moguls | Moguls |
| Saison  | Platz  | Punkte | Platz  | Punkte |
| ------- | ------ | ------ | ------ | ------ |
| 2015/16 | 195.   | 2,5    | 41.    | 20     |
| 2016/17 | 161.   | 5,82   | 32.    | 64     |
| 2017/18 | 113.   | 12     | 22.    | 120    |
| 2018/19 | 83.    | 16,56  | 17.    | 149    |
| 2019/20 | 51.    | 23,6   | 10.    | 236    |

### Europacup
- Saison 2013/14: 3. Moguls-Disziplinenwertung
- 2 Podestplätze

### Juniorenweltmeisterschaften
- Chiesa in Valmalenco 2014: 17. Dual Moguls, 21. Moguls
- Chiesa in Valmalenco 2015: 8. Dual Moguls, 23. Moguls

### Weitere Erfolge
- 1 schwedischer Meistertitel: (Dual Moguls 2016)